# Malšovická aréna
El Malšovická aréna o Stadion Hradec Králové es un estadio de fútbol situado en la ciudad de Hradec Králové, República Checa. El estadio fue inaugurado en 2023 y posee una capacidad para 9.300 personas, es propiedad del FC Hradec Králové club que disputa actualmente la Liga Checa de Fútbol.Está clasificado en la categoría 4 de estadio de la UEFA.

## Historia
El nuevo campo de fútbol se construyó en el lugar del antiguo Všesportovní stadion construido el año 1966, que ya no cumplía los requisitos de la Fortuna Liga, la primera liga de fútbol checa. Tras el ascenso a la Liga Checa 2021-22, el FC Hradec Králové tuvo que trasladarse al Lokotrans Aréna de Mladá Boleslav. 
En 2016 el arquitecto Tomáš Vymetálek presentó el proyecto de nuevo estadio, este fue respaldado por el municipio a principios de marzo de 2017. La característica más llamativa del antiguo estadio, los cuatro mástiles de iluminación de 55 metros de altura en forma de piruletas (Lollipop) de gran tamaño, debería incluirse en el nuevo proyecto.
En abril de 2021, el consorcio formado por Strabag, Geosan Group y D&D Elektromont recibió el contrato de construcción. La demolición del estadio Všesportovní comenzó en septiembre de 2021. La construcción del estadio de fútbol en Hradec Králové comenzó el 22 de febrero de 2022. El sacerdote de la ciudad, Jan Paseka, oró por el éxito de la construcción y después se colocó la primera piedra.
La capacidad original de asientos del estadio estaba prevista para 8000 aficionados, pero finalmente se aumentó a 9300. El estadio cuenta con cuatro gradas (norte, sur, este y oeste) que están conectadas en las esquinas y todas cubiertas. Además de la celebración de partidos de fútbol, el estadio también ofrece un uso multifuncional, donde pueden asistir hasta 25.000 personas a conciertos.
El primer partido en el nuevo estadio Malšovická tuvo lugar el 5 de agosto de 2023 por la tercera jornada de la Liga Checa 2023-24. El FC Hradec Králové derrotó al Dynamo České Budějovice por 5-1. Daniel Vasulin marcó el primer gol para poner el 1-0.

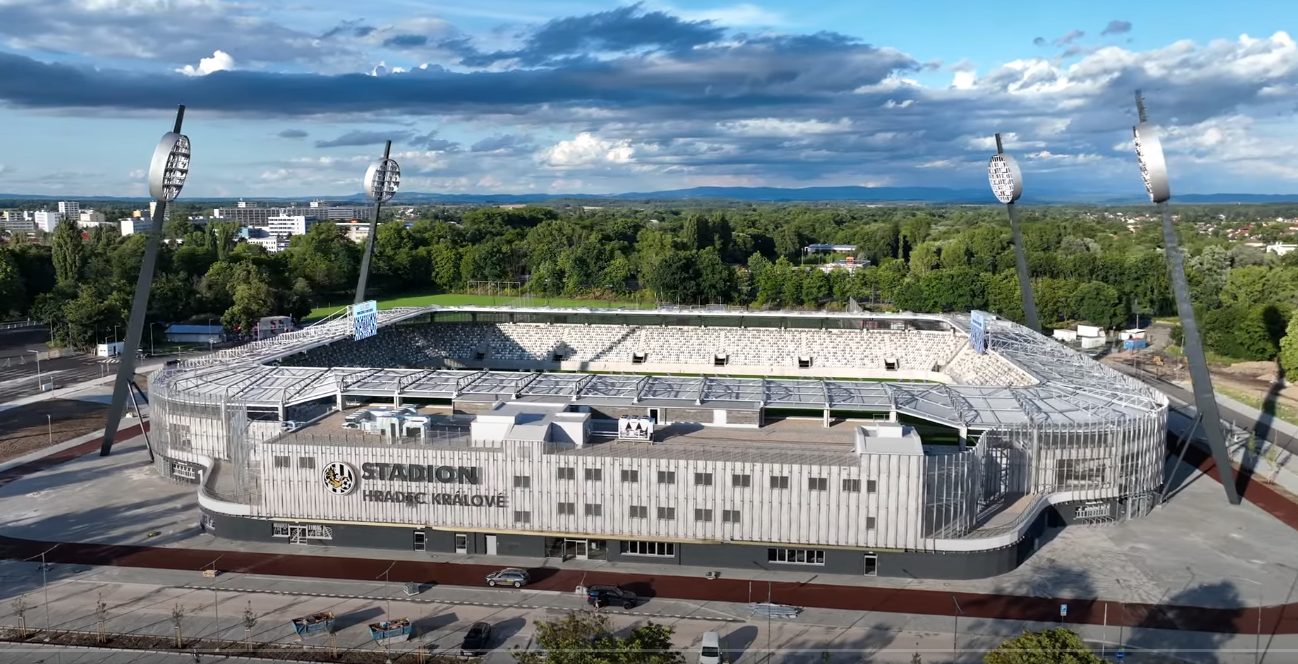
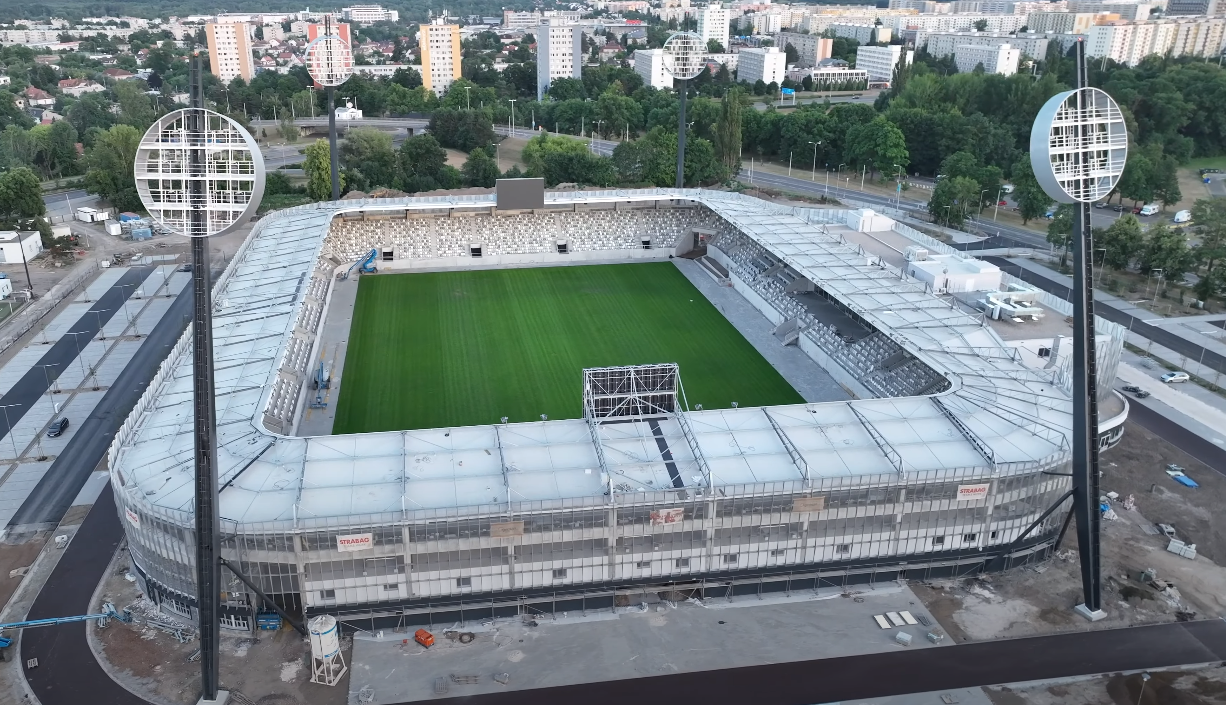